# Das Dorf in den Lüften

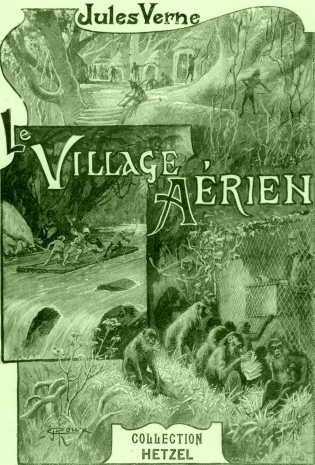
Titelseite der französischen Originalausgabe mit einer Illustration des Zeichners George Roux

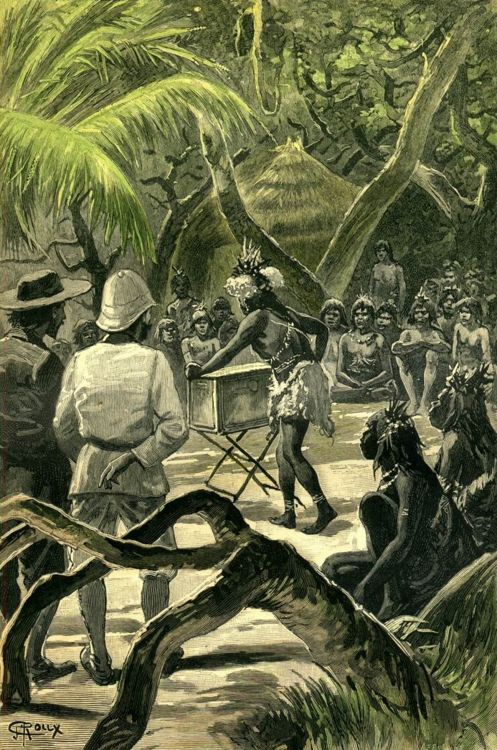
Illustration des Zeichners George Roux aus dem Roman

Das Dorf in den Lüften ist ein kurzer Roman des französischen Schriftstellers Jules Verne. Der Roman wurde erstmals am 11. Juli 1901 von dem Verlag Pierre-Jules Hetzel in Paris unter dem französischen Titel Le Village aérien veröffentlicht. Die erste deutschsprachige Ausgabe erschien ebenfalls 1901 unter dem Titel Das Dorf in den Lüften. Der englische Titel des Romans lautet The Village in the Treetops (auch The Aerial Village).

## Handlung
Der Amerikaner John Cort und der Franzose Max Huber stoßen auf einer Expedition im Inneren Afrikas auf einen undurchdringlichen Wald. Am Waldrand wird ihre Ausrüstung von einer Herde wildgewordener Elefanten zertrampelt; sie selbst können sich nur zusammen mit ihrem Diener Khamis und dem schwarzen Jungen Llanga zu Fuß in das Innere des Waldes retten. Die Elefanten können ihnen nicht mehr folgen, weil die Bäume zu dicht beieinander stehen.
Nach Durchquerung des Waldes stoßen sie am Waldrand auf einen Fluss. Am Flussufer finden sie zuerst ein verrottetes Floß, später einen großen eisernen Käfig. In dem Käfig finden sie Gegenstände, die einst dem verschollenen Forscher Doktor Johausen gehörten. Doktor Johausen ging 13 Jahre zuvor in den Dschungel, um dort die Sprache der Affen zu lernen. Zu seiner Ausrüstung gehörte auch eine Drehorgel, mit deren Hilfe er herausfinden wollte, ob die Affen auch etwas von Musik verstehen. Doktor Johausen kehrte nie in die Zivilisation zurück. John Cort und Max Huber finden Doktor Johausens Tagebuch, aus dem hervorgeht, dass seine Forschungen von Erfolg gekrönt waren.
Auf einem Floß treiben die Reisenden auf dem Fluss entlang des Waldrandes. Den Fluss taufen sie zu Ehren Doktor Johausens „Rio Johausen“. Llanga rettet einen kleinen Affen, der in einer Stromschnelle zu ertrinken droht. Der Affe trägt ein Medaillon mit dem Bildnis Doktor Johausens um den Hals. Als das Floß strandet, sind Llanga und der kleine Affe plötzlich verschwunden.
Als sie ihre Reise durch den dunklen Wald fortsetzen, werden John Cort, Max Huber und Khamis plötzlich von einer Horde großer Affen gefangen genommen. Die Affen bringen sie über eine Treppe in ihr Dorf, das sich auf einer großen Plattform in den Wipfeln der Bäume befindet.
Dort treffen sie auch auf Llanga, der in einer Hütte gefangengehalten wird, und den Affen, der den Namen Li Mai trägt. Die Affen können in der Tat sprechen. Sie haben einen Häuptling, den sie Mselo Tala Tala nennen. Die Reisenden dürfen sich innerhalb des Dorfes frei bewegen, können es aber nicht verlassen.
Während eines Festtages veranstalten die Affen ein Konzert mit klassischer Musik, die auf einer Drehorgel gespielt wird. Nach dem Konzert zeigt sich der Häuptling seinen Untertanen. Der Häuptling, der sich auf einem Diwan herumtragen lässt, ist Doktor Johausen.
In einem unbeobachteten Moment suchen John Cort, Max Huber und Khamis den Häuptling in seiner Hütte auf. Dabei müssen sie feststellen, dass sich Doktor Johausen geistig zum Affen zurückentwickelt hat. Die Reisenden fliehen mit Hilfe Li Mais.